# Doug Christie (basket-ball)
Pour les articles homonymes, voir Doug Christie et Christie.
Douglas Dale Christie, né le 9 mai 1970 à Seattle dans l'État de Washington (États-Unis), est un joueur et entraîneur américain de basket-ball. Pendant sa carrière de joueur, il évolue au poste d'arrière.

## Biographie
Il commence à jouer au basket-ball dans la rue dès son plus jeune âge. Christie intègre ensuite "Cascade Middle School" puis les lycées Mark Morris et Rainier Beach. En 1988, il mène son équipe à leur premier titre de champion de l'État de Washington. Il rejoint ensuite l'université Pepperdine, étudiant la sociologie.
Christie est sélectionné au 17e rang de la draft 1992 par les SuperSonics de Seattle. Cependant, à cause de difficultés contractuelles, il ne joue jamais pour les Sonics et est transféré aux Lakers de Los Angeles plus tard dans la saison, où il est utilisé sporadiquement. En 1994, les Lakers le transfèrent aux Knicks de New York. En 1995, il est de nouveau transféré à la mi-saison, cette fois aux Raptors de Toronto. Il reste aux Raptors jusqu'à la fin de la saison 2000 dans un rôle de titulaire et y augmente ses statistiques.
Il arrive à Sacramento en 2000, devenant titulaire au poste d'arrière, étant alors considéré comme l'un des meilleurs défenseurs de la ligue et étant nommé dans la All-Defensive Second Team ; il est aussi reconnu comme l'un des meilleurs tireurs à 3 points de la NBA. En 2004, cependant, il est transféré au Magic d'Orlando contre Cuttino Mobley. Christie est mécontent du transfert, jouant seulement quelques matchs. Le Magic d'Orlando le libère le 11 août 2005. Christie signe un contrat d'une année aux Mavericks de Dallas peu après.
Blessé à la cheville, Christie est écarté par les Mavericks de Dallas le 25 novembre 2005, et évoque son éventuelle retraite. En sept matchs avec les Mavericks de Dallas, Christie inscrit 3,7 points et fait 2,0 passes décisives. En janvier 2007, Christie tente un retour en signant un contrat de 10 jours avec les Clippers de Los Angeles. Après le All-Star break, Christie, après son deuxième contrat de 10 jours, annonce qu'il ne souhaite plus poursuivre sa collaboration avec l'équipe.
En août 2021, Christie devient entraîneur adjoint de Luke Walton aux Kings de Sacramento.
Après un début de saison 2024-2025 difficile (13 victoires pour 18 défaites), l'entraîneur Mike Brown est licencié par les Kings. Il est remplacé à titre intérimaire par Christie. En avril 2025, les Kings annonce la titularisation de Christie pour la saison 2025-2026.

## Records sur une rencontre en NBA
Les records personnels de Doug Christie en NBA sont les suivants :
| Record de la franchise |

| Type de statistique        | Saison régulière | Saison régulière        | Saison régulière | Playoffs | Playoffs                    | Playoffs      |
| Type de statistique        | Record           | Adversaire              | Date             | Record   | Adversaire                  | Date          |
| -------------------------- | ---------------- | ----------------------- | ---------------- | -------- | --------------------------- | ------------- |
| Points                     | 35               | @ Magic d'Orlando       | 27 février 1998  | 24       | Timberwolves du Minnesota   | 10 mai 2004   |
| Paniers marqués            | 13               | 2 fois                  | 2 fois           | 9        | @ Timberwolves du Minnesota | 19 mai 2004   |
| Paniers tentés             | 25               | @ Magic d'Orlando       | 27 février 1998  | 17       | @ Timberwolves du Minnesota | 19 mai 2004   |
| Paniers à 3 points réussis | 6                | 3 fois                  | 3 fois           | 3        | 3 fois                      | 3 fois        |
| Paniers à 3 points tentés  | 11               | 2 fois                  | 2 fois           | 7        | @ Lakers de Los Angeles     | 24 mai 2002   |
| Lancers francs réussis     | 14               | 2 fois                  | 2 fois           | 10       | 2 fois                      | 2 fois        |
| Lancers francs tentés      | 16               | 2 fois                  | 2 fois           | 11       | 2 fois                      | 2 fois        |
| Rebonds offensifs          | 5                | 5 fois                  | 5 fois           | 5        | Timberwolves du Minnesota   | 10 mai 2004   |
| Rebonds défensifs          | 12               | @ 76ers de Philadelphie | 2 avril 1997     | 12       | @ Lakers de Los Angeles     | 24 mai 2002   |
| Rebonds totaux             | 15               | @ 76ers de Philadelphie | 2 avril 1997     | 15       | @ Mavericks de Dallas       | 26 avril 2004 |
| Passes décisives           | 13               | 2 fois                  | 2 fois           | 11       | Mavericks de Dallas         | 18 avril 2004 |
| Interceptions              | 9                | @ Nuggets de Denver     | 25 février 1997  | 6        | @ Mavericks de Dallas       | 11 mai 2002   |
| Contres                    | 7                | Bulls de Chicago        | 29 février 2000  | 2        | 5 fois                      | 5 fois        |
| Balles perdues             | 7                | 2 fois                  | 2 fois           | 6        | @ Mavericks de Dallas       | 9 mai 2002    |
| Minutes jouées             | 51               | Hawks d'Atlanta         | 26 novembre 1997 | 51       | 2 fois                      | 2 fois        |

## Pour approfondir
- Liste des meilleurs intercepteurs en NBA en carrière.
- Liste des joueurs de NBA avec 9 interceptions et plus sur un match.